# Mehrdad Minawand
Mehrdad Minawand Czal (per. مهرداد میناوندبهنام سراج, ur. 30 listopada 1975 w Teheranie, zm. 27 stycznia 2021) – irański piłkarz grający na pozycji lewego pomocnika.

## Kariera klubowa
Minawand urodził się w stolicy Iranu, Teheranie. Karierę rozpoczął w tamtejszym klubie Keszasarz Teheran i grał w nim do 1995 roku. Wtedy też przeszedł do innego stołecznego klubu, Persepolisu. W barwach Persepolisu Mehrdad osiągnął swoje pierwsze sukcesy w karierze. W 1996 roku po raz pierwszy w karierze został mistrzem Iranu, a w 1997 roku obronił z tym klubem tytuł mistrzowski.
Latem 1998 roku po zakończeniu sezonu w Iranie oraz mundialu we Francji Minawand trafił do Europy i został zawodnikiem austriackiego klubu Sturm Graz. W sezonie 1998/1999 wystąpił w 17 ligowych spotkaniach i wywalczył wraz ze Sturmem mistrzostwo Austrii. Wystąpił także w rozgrywkach grupowych Ligi Mistrzów. W 2000 roku został wicemistrzem kraju, a w 2001 zajął 4. miejsce w Bundeslidze. Ogółem w zespole Sturmu rozegrał 67 ligowych spotkań i zdobył jedną bramkę. Latem wyjechał do belgijskiego Royal Charleroi, ale w Eerste Klasse wystąpił zaledwie we dwóch spotkaniach i na początku 2002 roku wrócił do ojczyzny.
Kolejnym klubem w karierze Minawanda był ponownie Persepolis FC i jeszcze w sezonie 2001/2002 wywalczył z nim kolejne mistrzostwo kraju. Następnie odszedł do Al-Shabab ze Zjednoczonych Emiratów Arabskich i przez rok występował w tamtejszej UAE Football League. W 2003 roku wrócił do Persepolisu, a w 2004 roku przeszedł do Sepahan Isfahan. Rok później grał już w kolejnym teherańskim zespole, Rah Ahan Teheran, w barwach którego zakończył karierę w 2006 roku.

## Kariera reprezentacyjna
W reprezentacji Iranu Minawand zadebiutował w 1996 roku. W 1998 roku został powołany przez Dżalala Talebiego do kadry na Mistrzostwa Świata we Francji. Tam był podstawowym zawodnikiem Iranu i wystąpił we wszystkich trzech grupowych spotkaniach: przegranych 0:1 z Jugosławią oraz 0:2 z Niemcami, a także w wygranym 2:1 ze Stanami Zjednoczonymi. W reprezentacji grał do 2002 roku, a łącznie zagrał w niej 67 razy i strzelił 4 gole.